# Poa hiemata
Poa hiemata är en gräsart som beskrevs av Joyce Winifred Vickery. Poa hiemata ingår i släktet gröen, och familjen gräs. Inga underarter finns listade i Catalogue of Life.